# 藤森愛
藤森 愛（ふじもり あい、1992年〈平成4年〉8月12日 - ）は、日本のシンガーソングライター、イラストレーター、ライター、プロジェクトマネージャー。
幅広い分野のスキルを持ち合わせ、それぞれを掛け合わせたスタイルで多方面へ活動を展開しているが、「Independent Artist（何にも属せず独立しているアーティスト）」として全てをセルフプロデュースしているため、様々なプロジェクトの企画や立ち上げも自ら行なっている（プロデューサー名は杉浦愛）。
近い将来に叶えたい大きな夢（目標）を2つ持ち、そのうち一つは出身地の愛知県名古屋市にある大きなライブハウスでフルバンドの単独ライブを開催すること。

## 来歴
活動の開始は2011年〈平成23年〉。

## 人物
愛知県名古屋市出身。血液型はO型。

## シンガーソングライター

### 活動
2021年5月29日〜5月30日に日比谷公園（東京都千代田区）で開催された『比谷音楽祭2021「音楽マーケット ON LINE」』で流れるテイラーブランド映像の楽曲の一部を担当。
使用するギターは、Taylor。

### 作品
2022年4月18日に3rd EP「白白」をリリース。
〈収録曲〉
1. 潤
2. Journey
3. またね
4. 花丸を添えて

## プロジェクト

### 活動

#### 人生如夢
2021年8月6日〜8月22日に名古屋セントラルギャラリー（愛知県名古屋市）で観覧無料の『藤森愛10周年記念作品展「人生如夢」FUJIMORI AI 10TH ANNIVERSARY “Life is like a dream”』を開催。

#### 出前音丁フェス
2021年8月14日に名古屋TIGHT ROPE（愛知県名古屋市）で無料配信LIVE『ミキヒト×藤森愛×TIGHT ROPE presents「出前音丁フェス 〜3丁目〜」』を開催。
- MC DJ Nobby／藤森愛
- 出演アーティスト
  - 【1部】ミキヒト／今井美帆／デラハコ／岡島大／タカハシサンとマツモトムーン／藤森愛
  - 【2部】ミキヒト／百花／仙人掌人形／はるのまい／坂上太一／藤森愛